# Tiroteo en la escuela Covenant de 2023
El 27 de marzo de 2023, ocurrió un tiroteo masivo en la escuela Covenant, en el vecindario Green Hills de Nashville (Tenesí). Seis personas murieron además de la perpetradora. Tres niños estudiantes y tres profesores de la escuela fueron las víctimas. La asesina, Audrey Hale, exalumna de 28 años, fue abatida por agentes de policía que respondieron a la masacre.
En 2025, el FBI devolvió al público los diarios personales de Hale. En más de mil páginas, Hale planteaba «matar a todos los blancos», frustración con su virginidad, y su deseo de hacerse hombre, pero lamentaba tener 30 años y que a los 40 le alcanzaría la calvicie. Decía odiar a los estadounidenses, y que la «gente blanca nace con privilegios, y los negros no».  Hale empleó dineros regalados por el gobierno federal («Pell Grants») para adquirir las armas de fuego.

## Lugar del tiroteo
La escuela Covenant es una escuela privada cristiana, ubicada en el barrio de Green Hills, que educa a estudiantes de primaria desde preescolar hasta sexto grado. Fue fundada en el año 2001 como un ministerio de la Iglesia Presbiteriana del Pacto de Nashville, una congregación de la Iglesia Presbiteriana en Estados Unidos. En la escuela se matriculan alrededor de unos 200 estudiantes.

## Tiroteo
El tiroteo comenzó en horas de la mañana alrededor de las 10:13 a. m. CDT. Según la policía, el atacante, Aiden Hale, condujo un Honda Fit hasta la escuela y lo aparcó en el estacionamiento. Disparó a través de una puerta lateral para entrar al edificio, armado con un rifle de asalto, una pistola de asalto y una pistola. Hale cruzó el segundo piso de la escuela antes de abrir fuego. Cuando llegaron los policías, comenzaron a desalojar el primer piso hasta que escucharon disparos provenientes del segundo piso. Rápidamente fueron al segundo piso y se encontraron con Hale, que seguía disparando. Los oficiales se enfrentaron y le dispararon a Hale a las 10:27 a. m. Tres niños y tres miembros del personal murieron en el ataque, y un oficial de policía resultó herido en la mano por los cristales rotos. 

### Consecuencias inmediatas
El Departamento de Policía Metropolitana de Nashville instaló un centro de reunificación en la Iglesia Bautista Woodmont; los estudiantes que huyeron de la escuela llegaron a la iglesia en el autobús escolar por la tarde. Se pidió a los padres que proporcionaran información sobre sus hijos, mientras que los niños se contaron en un área separada y luego se reunieron con sus padres.

## Víctimas
Seis personas, tres niños y tres miembros del personal murieron en el tiroteo. Cinco de las víctimas fueron declaradas muertas en un hospital local, y la sexta víctima fue declarada muerta en la escena. Las víctimas fueron identificadas como los estudiantes Evelyn Dieckhaus, William Kinney y Hallie Scruggs, todos de 9 años; la maestra suplente Cynthia Peak, 61; el conserje Mike Hill, 61; y la directora de la escuela Katherine Koonce, 60.

## Autor
El tirador fue Aiden Hale, un residente de Nashville de 28 años que, según la policía, se identificaba como transgénero. Hale no tenía antecedentes penales y había asistió a esa escuela en la infancia. Es posible que «albergara algún tipo de resentimiento» contra la escuela. Según The Tennessean, Hale había empezado a identificarse como hombre transexual y usar pronombres masculinos. Un portavoz de la policía dijo que Hale en realidad era mujer, pero en sus redes sociales se identificaba como hombre. Hale era un ilustrador y diseñador gráfico que se graduó de Nossi College of Art and Design en 2022. Un vecino de Hale dijo que vivía con sus padres. Al parecer, tenía un conflicto con sus progenitores, muy religiosos, que no aceptaban su homosexualidad y ahora tampoco su deseo de convertirse en hombre, según el Daily Mail. Según el New York Post, también le costó asimilar la muerte de una amiga que conoció en el instituto, fallecida en un accidente de coche en 2022, y por la que tenía sentimientos románticos.
Hale había enviado un mensaje a una excompañera de su equipo de baloncesto de la escuela secundaria a las 9:57 a. m. del día del tiroteo, diciendo que planeaba suicidarse.

## Investigación
El Departamento de Policía de Nashville lidera la investigación del tiroteo, con la asistencia del FBI de Tennessee y la Oficina de Alcohol, Tabaco, Armas de Fuego y Explosivos. Una orden de registro ejecutada en la residencia de Hale resultó en la incautación de dos escopetas (una era recortada) y otras pruebas. Los investigadores registraron la residencia de Hale, encontrando un mapa detallado de la escuela con posibles puntos de entrada y un manifiesto, el cual fue hecho público por The Tennessee Star. Hay evidencias de que días previos realizó un reconocimiento antes de cometer el ataque. La policía dijo que Hale originalmente había considerado apuntar a otro lugar, pero decidió no llevar a cabo el ataque debido al nivel de seguridad allí.

## Reacciones
La prensa preguntó al presidente Joe Biden sobre el tiroteo en una conferencia de prensa, lo calificó de «enfermizo» e instó al Congreso a tomar más medidas sobre la legislación de seguridad de armas. El alcalde de Nashville, John Cooper, emitió un comunicado en el que destacó la larga historia de tiroteos en escuelas y ofreció sus condolencias a los afectados. Varios músicos famosos de Nashville, incluidos Mickey Guyton, Margo Price y Sheryl Crow, respondieron sobre el tiroteo y ofrecieron sus condolencias y su rechazo por la continuación de los tiroteos en las escuelas.
La prensa entrevistó a una sobreviviente del tiroteo del desfile de Highland Park de julio de 2022, que estaba en el área de vacaciones, hablando con los periodistas después de una conferencia de prensa sobre el tiroteo. Ella preguntó a los periodistas: «¿No están cansados de estar aquí y tener que cubrir todos estos tiroteos masivos?» Expresó su enojo por la continuación de los tiroteos masivos.
El tiroteo suscitó polémica sobre quién era el responsable de la masacre. Algunos comentaristas, sobre todo de izquierdas, apuntaron a la circulación de armas, mientras que otros, sobre todo de derechas, culparon a la orientación sexual del tirador. El senador republicano por Ohio, J. D. Vance, dijo en Twitter que «la extrema izquierda debería hacer un profundo examen de conciencia» si resulta que el tirador era una persona transexual. «Complacerse en estas ideas no es compasión, es peligroso», añadió. Políticos demócratas y grupos de víctimas de los tiroteos han pedido una mayor regulación de las armas.
Dos congresistas demócratas fueron destituidos de la Cámara de Representantes de Tennessee en una polémica sesión, luego de participar en una protesta para exigir mayor control de la venta de armas en el Estado.

## Contexto
Las armas están muy extendidas en Estados Unidos y los tiroteos son ya la principal causa de muerte entre los jóvenes estadounidenses. Hasta el 27 de marzo, el Gun Violence Archive había contabilizado 130 tiroteos masivos en Estados Unidos desde principios de año. En 2022, se habían producido 647. Según una estimación del Washington Post, más de 348.000 niños han estado expuestos directamente -como víctimas físicas o testigos traumatizados- a un tiroteo escolar desde la masacre de Columbine en 1999.